# Lorenzo Puglisi
Lorenzo Puglisi (Biella, 1971) è un artista e pittore italiano.

## Biografia
Vive e lavora a Bologna. È autore di una ricerca pittorica caratterizzata dall'utilizzo diffuso del nero per creare uno sfondo di buio 
assoluto: da qui sprigionano fiotti di luce capaci di definire volumi, volti, parti del corpo, come delle presenze catturate in un’espressione o in un gesto, in un percorso verso l’essenzialità della rappresentazione e denso di rimandi alla storia della pittura. Negli ultimi anni la sua ricerca artistica si è concentrata su grandi tele riferite ad opere del passato.
Nel 2019, in occasione della sua mostra personale Il Grande Sacrificio nella Chiesa di Santa Maria delle Grazie (Milano), ha esposto un dipinto ad olio su tavola lungo sei metri raffigurante la sua visione del Cenacolo Vinciano, per commemorare il 500º anniversario della morte di Leonardo Da Vinci.
Durante Frieze London 2019 ha esposto nella Cripta della Chiesa di King’s Cross St. Pancras a Londra.
Nel 2020 ha inaugurato una mostra nella Basilica di Santo Spirito a Firenze con uno dei suoi dipinti, Crocifissione, davanti alla crocifissione lignea di Michelangelo.
Nel 2021 ha tenuto una esibizione dei suoi lavori al Museo Nazionale della Lettonia a Riga (Art Museum Riga Bourse) in collaborazione con Le Gallerie degli Uffizi di Firenze che hanno prestato Ritratto di uomo, capolavoro di Jacopo Robusti, il Tintoretto.
Nel 2022 è invitato ad esporre i suoi dipinti alla LIX Esposizione internazionale d'arte di Venezia nel padiglione Arabo-Siriano sull’isola di San Servolo, allestendo una mostra intitolata Viaggio al termine della notte. 
Nello stesso anno il suo autoritratto è entrato nella collezione delle Gallerie degli Uffizi voluto da Eike Schmidt: l’opera fa oggi parte del nucleo di 255 opere (dal 1400 fino ai giorni nostri) in esposizione nel nuovo allestimento inaugurato il 10 luglio 2023 in dodici sale del Museo fiorentino.
Nel 2025 personale al Palazzo Ducale (Mantova).